# 1193

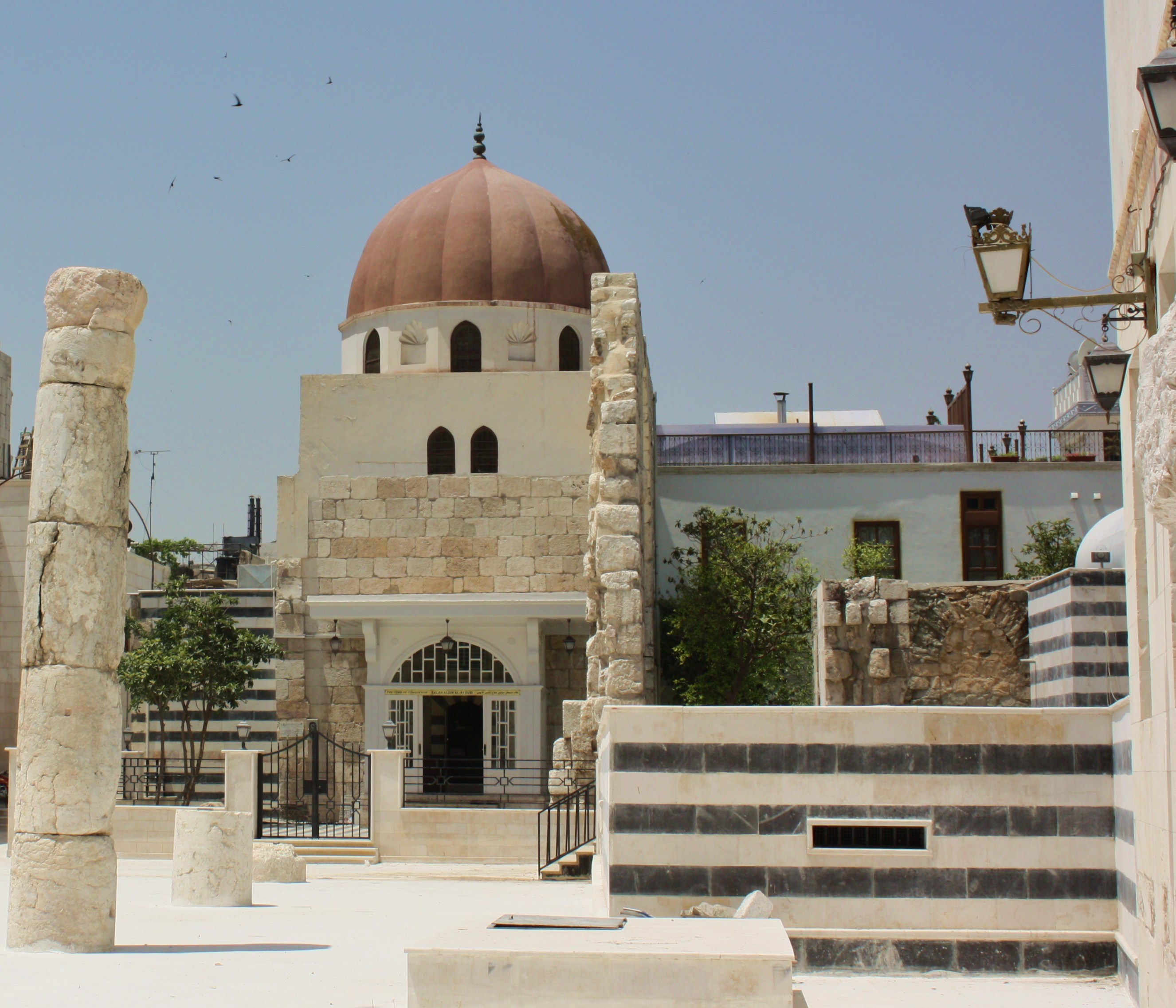
mausoleum van Saladin

Het jaar 1193 is het 93e jaar in de 12e eeuw volgens de christelijke jaartelling.

## Gebeurtenissen
maart
- 28 - Leopold V van Oostenrijk draagt de door hem gevangengenomen Richard Leeuwenhart over aan keizer Hendrik VI.

mei
- 19 - Het gebeente van de martelares Alena van Vorst wordt op Pinksteren plechtig verheven door abt Godeschalk van de Abdij van Affligem, wat neerkomt op een heiligverklaring.

augustus
- 19 - Filips II van Frankrijk hertrouwt met Ingeborg van Denemarken.

november
- 5 - Filips van Frankrijk laat zijn huwelijk door een Franse kardinaal nietig verklaren. Ingeborg gaat in beroep bij de paus.

zonder datum
- Muhammad Khilji begint zijn veroveringstochten in India in dienst

van Muhammad Ghowri.
- - Het kloostercomplex Nalanda met zijn beroemde universiteit wordt geplunderd en verwoest.
- Paus Celestinus III roept op tot een kruistocht tegen de heidense Balten. Dit wordt als het beginpunt van de Noordelijke Kruistochten genomen.
- Sigurd Magnusson claimt het koningschap van Noorwegen; hij beweert een zoon te zijn van Magnus V. Hij krijgt de Bagli achter zich, grijpt de macht rond Oslo en verovert Bergen.
- Rogier III trouwt met Irena Angela en wordt tot medekoning van Sicilië gekroond.
- Johannes Gualbertus wordt heilig verklaard.
- Odo III van Bourgondië trouwt met Mathilde van Portugal.
- Het kasteel Lohn wordt verwoest.
- oudst bekende vermelding: Jurbeke, Kápolnásnyék, Krapina, Križevci, Łojewo, Sulislav

## Opvolging
- Ajjoebiden - Saladin opgevolgd door zijn zoon Al-Aziz Uthman
- patriarch van Alexandrië (Latijns) - Aimerius van Limoges opgevolgd door Ralphus II
- Armagnac en Fézensac - Bernard IV opgevolgd door zijn zoon Gerolt IV
- Bohemen - Ottokar I opgevolgd door zijn neef Hendrik Břetislav
- Kalisz - Mieszko de Jonge opgevolgd door zijn broer Odo
- Luik - Lotharius van Hochstaden opgevolgd door Simon van Limburg
- Nevers en Tonnerre - Agnes I van Nevers opgevolgd door haar dochter Mathilde van Courtenay
- Noorwegen (Bagli tegenkoning) - Sigurd Magnusson in opvolging van Jon Kuvlung
- Orde van Sint Jan van Jeruzalem - Geoffrey de Donjon in opvolging van Garnier van Nabluz
- Syrië (emir van Damascus) - Saladin opgevolgd door zijn zoon al-Afdal

## Afbeeldingen

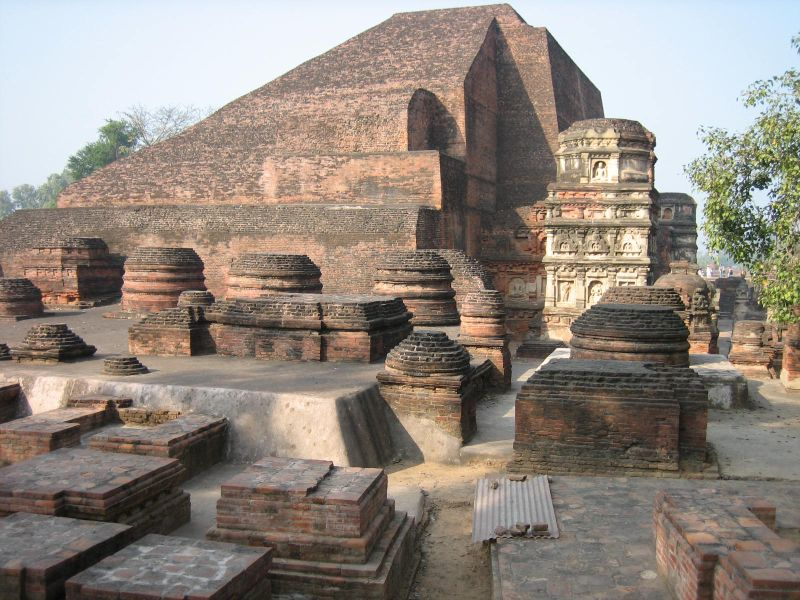
Ruïnes van Nalanda
De Baltische stammen rond 1200
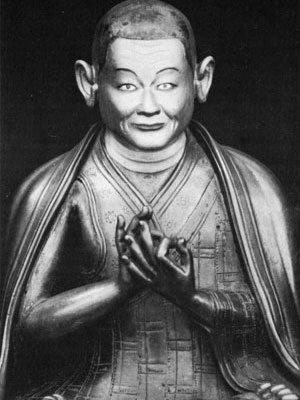
Düsum Khyenpa

## Geboren
- Beatrix II, gravin van Bourgondië (1205-1231)
- Mattheus II, hertog van Lotharingen (1220-1251)

## Overleden
- 4 maart - Saladin (~55), sultan van Egypte (1174-1193) en Syrië (1181-1193)
- 2 augustus - Mieszko de Jonge, hertog van Kalisz
- 23 december - Thorlac Thorhallsson (60), bisschop van Skálholt
- Bernard IV (~57), graaf van Armagnac en Fézensac
- Düsum Khyenpa (~83), Tibetaans karmapa
- Rogier III, medekoning van Sicilië
- Balian van Ibelin, Jeruzalems edelman (vermoedelijke jaartal)
- Robert de Sablé, grootmeester der Tempeliers (vermoedelijke jaartal)